# 威特 (阿肯色州)
威特（英語：Witter）是位於美國阿肯色州麥迪遜縣的一個非建制地區。該地的面積和人口皆未知。

## 地理
威特的座標為35°56′15″N 93°41′01″W / 35.93750°N 93.68361°W，而該地的平均海拔高度為437米（即1434英尺）。